# Mémorandum de Frisch et Peierls

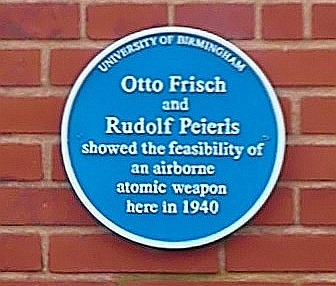
Plaque commémorative à l'université de Birminghan.

Le mémorandum de Frisch et Peierls, daté de mars 1940 et écrit par Otto Frisch et Rudolf Peierls, a démontré la faisabilité d'une bombe A transportable par avion.

## Description

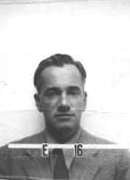
Badge d'Otto Frisch pendant son travail à Los Alamos.

Le mémorandum a été transmis à leur professeur, Marcus Oliphant, alors qu'ils travaillent tous deux à l'université de Birmingham. Ce dernier le fait passer à Henry Tizard, président du Committee on the Scientific Survey of Air Defence (en), qui à son tour, demande la mise sur pied de ce qui va devenir la commission MAUD. Le mémorandum (dont un exemplaire est gardé dans les archives publiques britanniques à Kew) est daté de mars 1940. Il contient de nouveaux calculs sur la dimension de la masse critique nécessaire pour une bombe atomique, et contribue à l'accélération des efforts américains et britanniques pour construire une telle bombe pendant la Seconde Guerre mondiale.
Ces deux hommes sont les premiers à calculer qu'une bombe atomique nécessitera environ une livre de l'isotope 235U. Auparavant, on supposait qu'il faudrait plusieurs tonnes d'uranium, ce qui conduisait à la conclusion d'une possibilité théorique, mais non d'un dispositif militaire concret. Une lettre adressée au président américain Franklin D. Roosevelt, signée par Albert Einstein (mais écrite par Leó Szilárd), a suggéré qu'elle pourrait être transportée par bateau, mais qu'elle serait trop grosse pour être larguée d'un avion.
Le mémorandum contient deux parties. La seconde est une explication scientifique des conclusions. La première est une esquisse élégante et exhaustive des implications de ces calculs. Elle conclut que la meilleure défense contre une telle arme sera de la mettre au point avant l'Allemagne. En quelques courtes pages, les deux savants ont anticipé les politiques d'équilibre de la terreur caractérisant plus tard la guerre froide.
Le mémorandum s'ouvre par :
« Hautement confidentiel

Mémorandum sur les propriétés d'une « super-bombe » radioactive
Le rapport détaillé joint concerne la possibilité de construire une « super-bombe » qui utilise l'énergie stockée dans les noyaux atomiques comme source d'énergie. L'énergie libérée dans l'explosion d'une telle super-bombe est à peu près la même que celle produite par 1 000 tonnes de dynamite. Cette énergie est relâchée dans un petit volume, dans lequel elle va pour un instant produire une température comparable à celle de l'intérieur du soleil. Le souffle d'une telle explosion détruirait la vie sur une grande surface. La dimension de cette surface est difficile à estimer, mais elle est probablement de l'ordre de celle du centre d'une grande ville.
En outre, une partie de l'énergie libérée par la bombe produit des substances radioactives, et celles-ci émettront des rayonnements très intenses et dangereux. L'effet de ces rayonnements est maximum immédiatement après l'explosion, mais il ne décroît que graduellement, et pendant des jours, toute personne pénétrant dans la zone affectée serait tuée.

Une part de cette radioactivité sera emportée par le vent, ce qui étendra la contamination ; ceci pourra tuer des gens à plusieurs milles sous le vent. »
Ce mémorandum aide à galvaniser le Royaume-Uni et les États-Unis sur un chemin qui conduit au rapport de la commission MAUD, au projet Tube Alloys, au projet Manhattan, et enfin aux bombardements atomiques d'Hiroshima et Nagasaki.